# Кукава
Кукава (словен. Kukava) — поселення в общині Юршинці, Подравський регіон‎, Словенія.